# Monastère de Saint-Moïse-l'Abyssin
Le monastère de Saint-Moïse-l'Abyssin ou Deir Mar Moussa al-Habachi (en arabe : دير مار موسى الحبشي) se dresse à environ 90 km au nord de Damas en Syrie.
Après avoir été longtemps désaffecté, le monastère a repris vie à la fin du XXe siècle et abrite une petite communauté religieuse œcuménique double de rite syriaque occidental (8 moines et moniales et 2 novices en 2010), nommée "Communauté monastique al-Khalil (« l'ami de Dieu ») de Deir Mar Moussa al-Habachi", fondée par le père Paolo Dall'Oglio, qui prône le dialogue des religions et renoue avec la tradition des moines hospitaliers.

## Accès
À 13 km de Nabek, une petite route conduit au pied de la falaise où est perché Mar Moussa, il faut alors grimper les escaliers de pierre une vingtaine de minutes.

## Histoire
Le nom Deir Mar Moussa al-Habachi vient de Moussa, prince abyssin qui se retira en ces lieux au VIe siècle pour y mener une vie ascétique dans une petite grotte. La première mention attestant l’existence d’un monastère se trouve dans un manuscrit syriaque de 575 : les ruines d’une petite fortification romaine furent la base d’une petite basilique. L'église actuelle date du XIe siècle et fut pendant longtemps le seul bâtiment, les grottes avoisinantes servant d’habitation aux moines. Aux XIe et XIIe siècles, le monastère prit son essor et l’église fut décorée de fresques à trois reprises, la plupart sont conservées et ont été restaurées. Construction solitaire dans un environnement désertique, Deir Mar Moussa évoque les monastères palestiniens, par exemple par son système d'évacuation des eaux, alors que la plupart des couvents syriens sont proches d'un village. Son déclin progressif au XVIIe siècle aboutit à l'abandon, seul, le pèlerinage annuel du 28 août (fête de Moïse l'Abyssin, dit aussi l'Éthiopien) le préservant de l'oubli définitif.

## Communauté monastique al-Khalil de Deir Mar Moussa al-Habachi
Renaissance
En 1982 le jeune jésuite italien et arabisant Paolo Dall'Oglio arrive aux ruines de Deir Mar Moussa. Il s’y installe pour une retraite spirituelle de dix jours et découvre trois priorités : prière, travail manuel et hospitalité. Le rapprochement islamo-chrétien s’impose à lui comme une nécessité, « la Syrie synthétise de façon admirable une citoyenneté moderne avec une identité culturelle forte héritière de la civilisation arabo-musulmane classique où les disciples de Mohammad, ceux de Jésus et ceux de Moïse (sur Eux et sur la Communauté des croyants la paix et la bénédiction divine) ne bâtissaient qu’une seule et richissime cité humaine » (Paolo Dall’Oglio, dans un communiqué de presse du 17 avril 2010). En 1984, il est ordonné prêtre de rite syriaque catholique et va s’employer à relever les murs, d’abord avec le seul concours de volontaires locaux et de quelques européens participant aux camps d’été de travail et de prière. Les bâtiments historiques s’avèrent bientôt trop petits : pour loger les hommes et abriter les chèvres, on construit Deir el-Huqab en s’appuyant sur des grottes existantes à proximité. En 1998 on commence Deir el-Hayek pour loger les femmes et accueillir les hôtes et les séminaires.

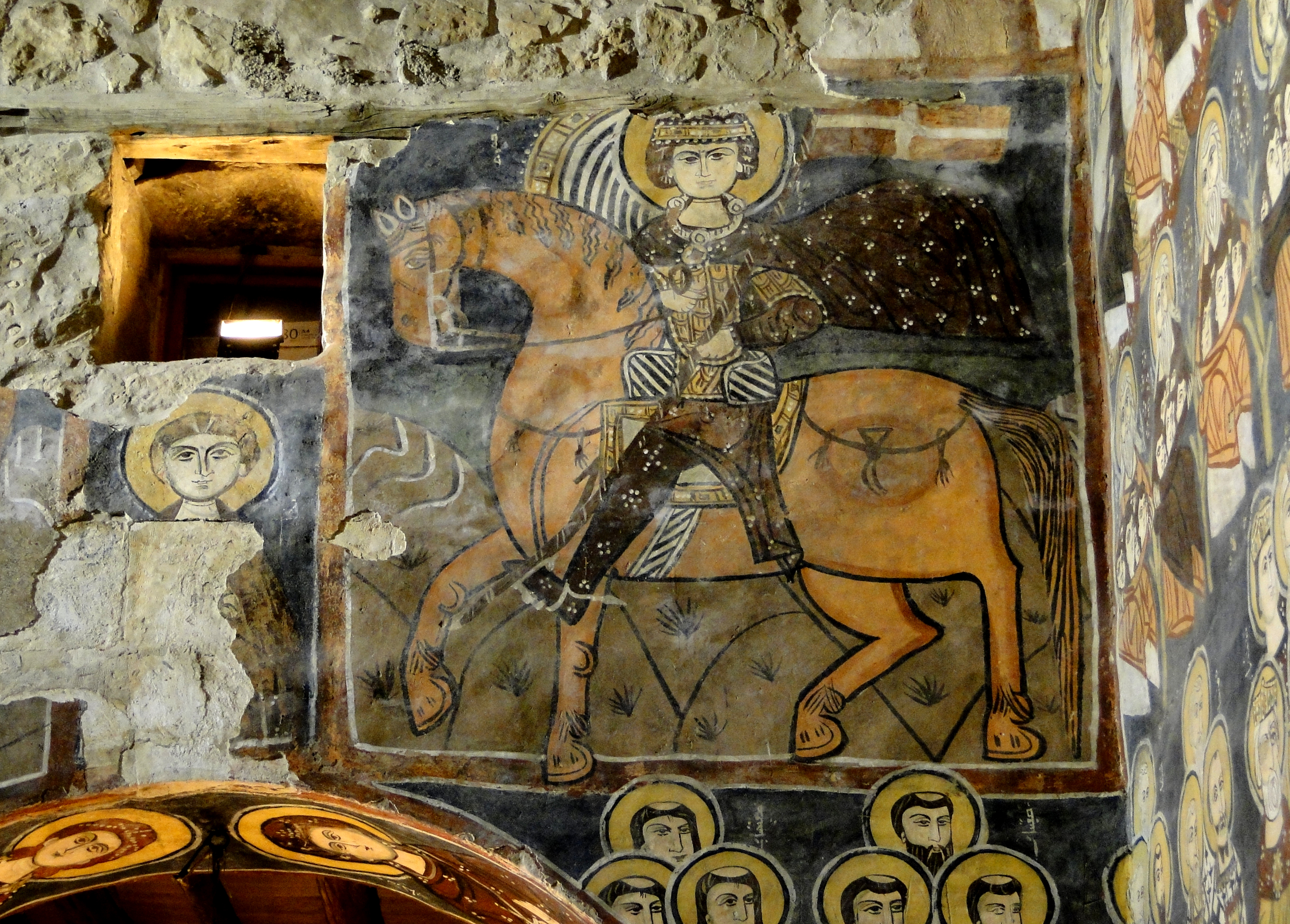
Fresques du monastère.

En 1992, avec le diacre Jacques Mourad, Paolo fonde « officiellement » sous l’autorité de l’Église catholique syriaque une communauté monastique double (hommes et femmes, ce qui est normalement contraire au XXe canon du deuxième concile de Nicée), nommée "Communauté monastique al-Khalil de Deir Mar Moussa al-Habashi", vouée à quatre tâches : prière (en arabe salat), travail (amal), hospitalité (dayafa) et dialogue (hiwar). Le choix de la langue arabe dans la vie liturgique et sociale souligne l'intégration de la communauté dans le contexte syrien, au service du dialogue inter-religieux qui est aussi le thème principal de la bibliothèque. L'une de ses sections est consacrée à Louis Massignon, grand érudit du monde oriental, dont la pensée et la vie continuent à inspirer Deir Mar Moussa. Des volontaires partagent la vie des sœurs et des frères parfois quelques jours, quelques semaines, parfois plusieurs mois voire des années. 
Dans un contexte semi désertique, tous et toutes œuvrent aussi à assurer la subsistance de la communauté et de ses visiteurs dans une perspective écologique. Le monastère a ainsi contribué à la création d’une Zone Protégée environnementale, culturelle et religieuse de la Vallée du Monastère de Mar Moussa el-Habachi (abolie le 10 février 2010 par le ministre de l’Agriculture syrien), mais il n’en a pas moins besoin d’aides extérieures. De 2000 à 2015, la communauté de Mar Moussa réanime Mar Elyan, autre monastère situé à environ 50 km au nord (localité d’Al-Qaryatayn) avant qu'il ne soit entièrement détruit par des rebelles islamistes à l'été 2015.
Le monastère a obtenu en 2006 le Prix euro-méditerranéen pour le dialogue entre les cultures, institué en 2005 par la « Fondation France Méditerranée » et la « Fondation euro-méditerranéenne Anna-Lindh pour le dialogue entre les cultures ». Ce prix lui a été attribué « pour avoir promu le respect réciproque entre les peuples de diverses religions et convictions ».
Depuis 2021, le père abbé Jihad Youssef (né Youssef al-Halabi) dirige la communauté monastique al-Khalil de Deir Mar Moussa al-Habachi.

## Dans la tempête des années 2010

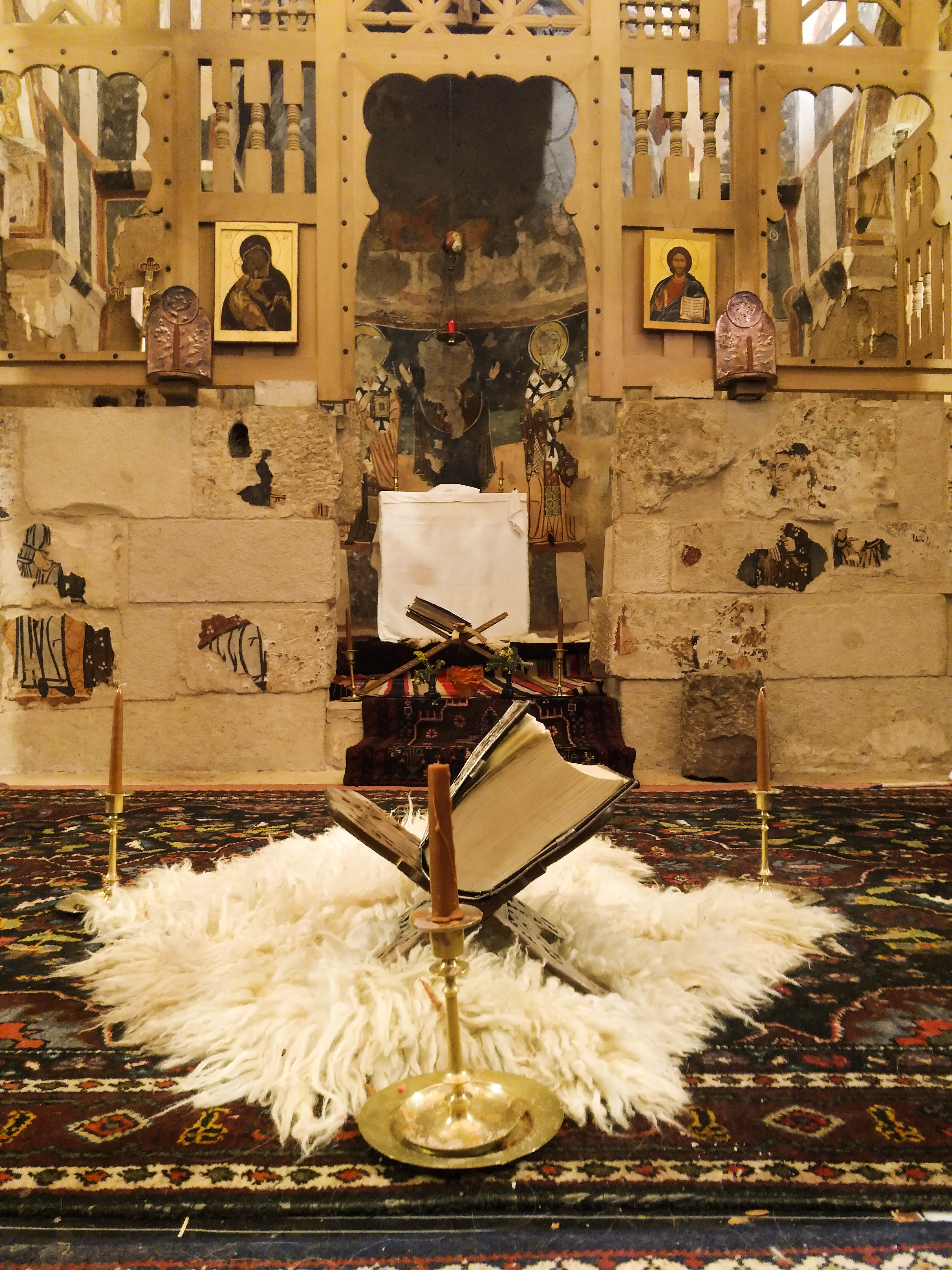
L’église principale de l’enceinte monastique abrite de précieuses fresques datant des s.

« Nous sommes un monastère malade dans un pays malade. Les tensions du quotidien et de l’incertitude face à l’avenir rejaillissent sur les relations dans les familles, entre voisins, et entre nous aussi. » Après avoir reçu une mise en demeure des autorités syriennes et vu son permis de résidence révoqué, le père jésuite Paolo Dall'Oglio continue à vivre à Mar Moussa. Rappelé par son évêque qui s'inquiète pour sa sécurité, il quitte la Syrie le 12 juin 2012 pour un monastère de sa congrégation, à Souleimaniye, dans le Kurdistan irakien. Il voyage et intervient dans d’innombrables média internationaux pour défendre la révolution syrienne, soutenant l’armement des rebelles et leur droit à l’auto-défense.

« La société syrienne a toujours été pluraliste: ce n'est pas un cul-de-sac continental, mais un lieu de passage, d'échange et de rencontre. La Syrie a dans son ADN une harmonie plurielle entre ses communautés, qui est unique au monde. Le régime a d'abord joué de cette carte, mais il en a vite fait un instrument de pouvoir et l'a vidée de sa substance » déclare Paolo Dall'Oglio dans Le Figaro du 16 août 2012, et il compte rentrer dès que les conditions le permettront. »

 La situation se détériorant, le père Paolo rentre clandestinement à plusieurs reprises en Syrie. Partisan du dialogue avec les islamistes, même les plus radicaux, il disparaît à Raqqa le 29 juillet 2013 alors qu’il cherchait à entrer en contact avec les dirigeants locaux de Daech pour négocier la libération d’otages musulmans.

## Galerie

Deir Mar Moussa
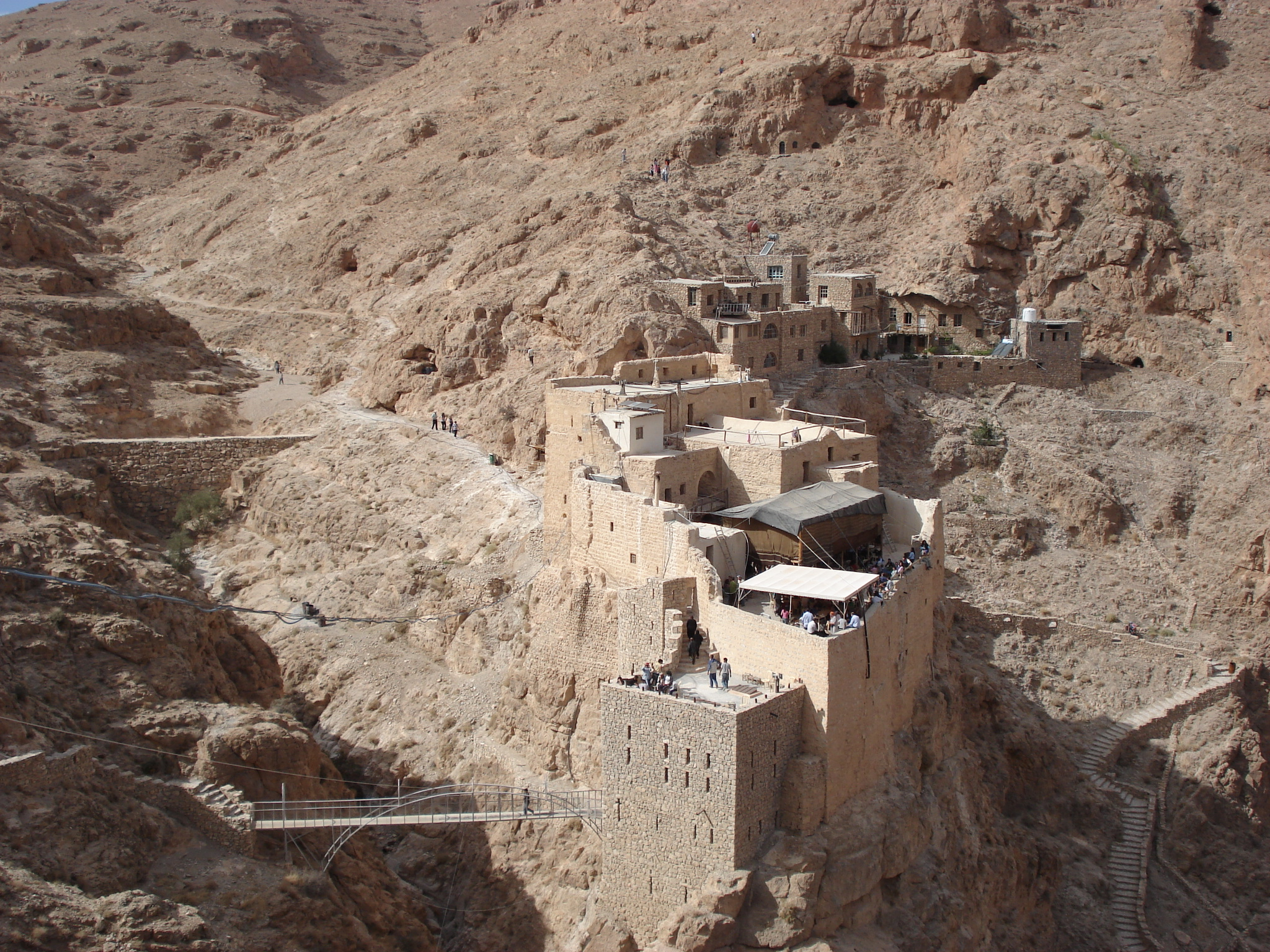
Vue du monastère sur son arête.
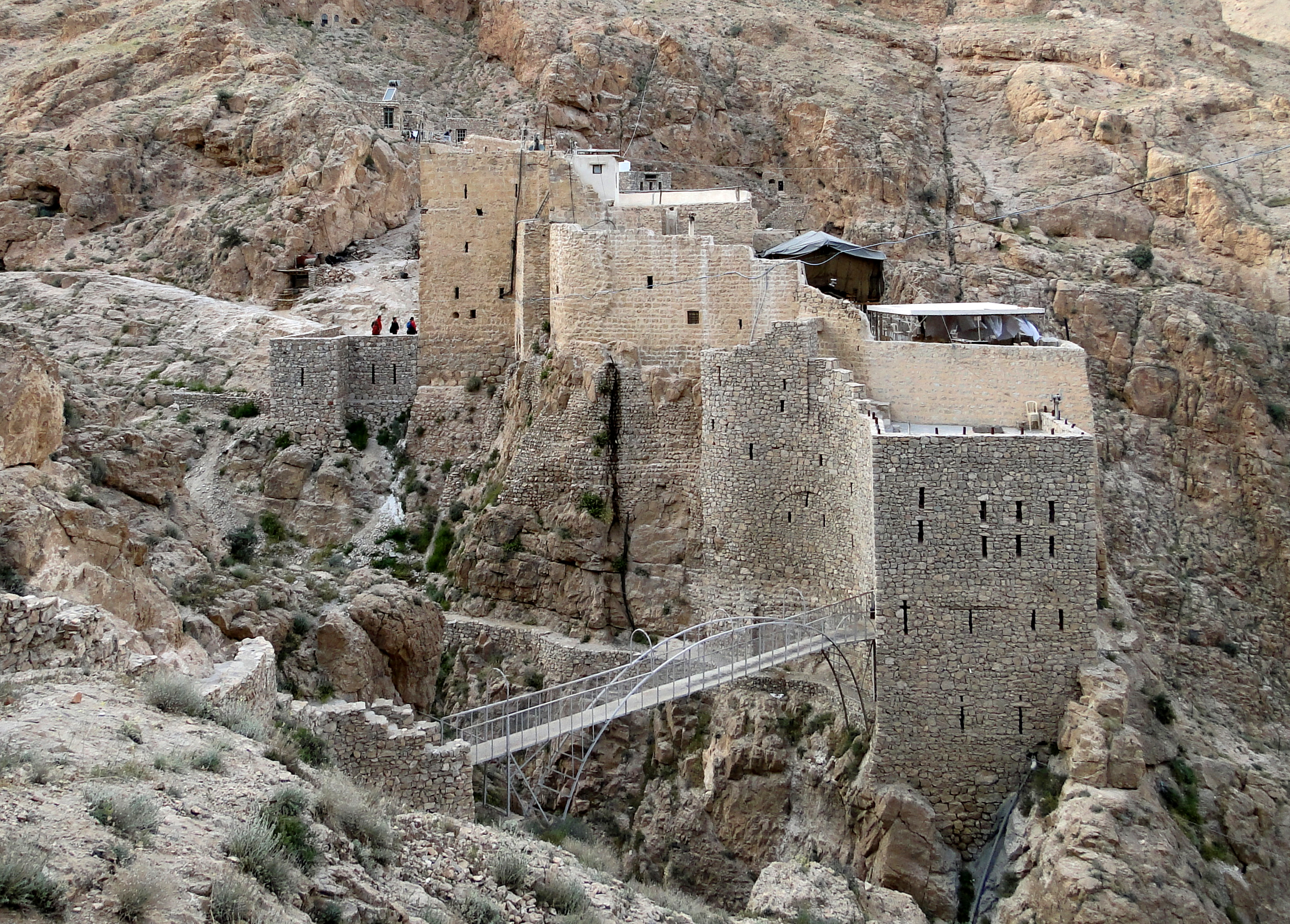
Vue du bâtiment le plus ancien du monastère.
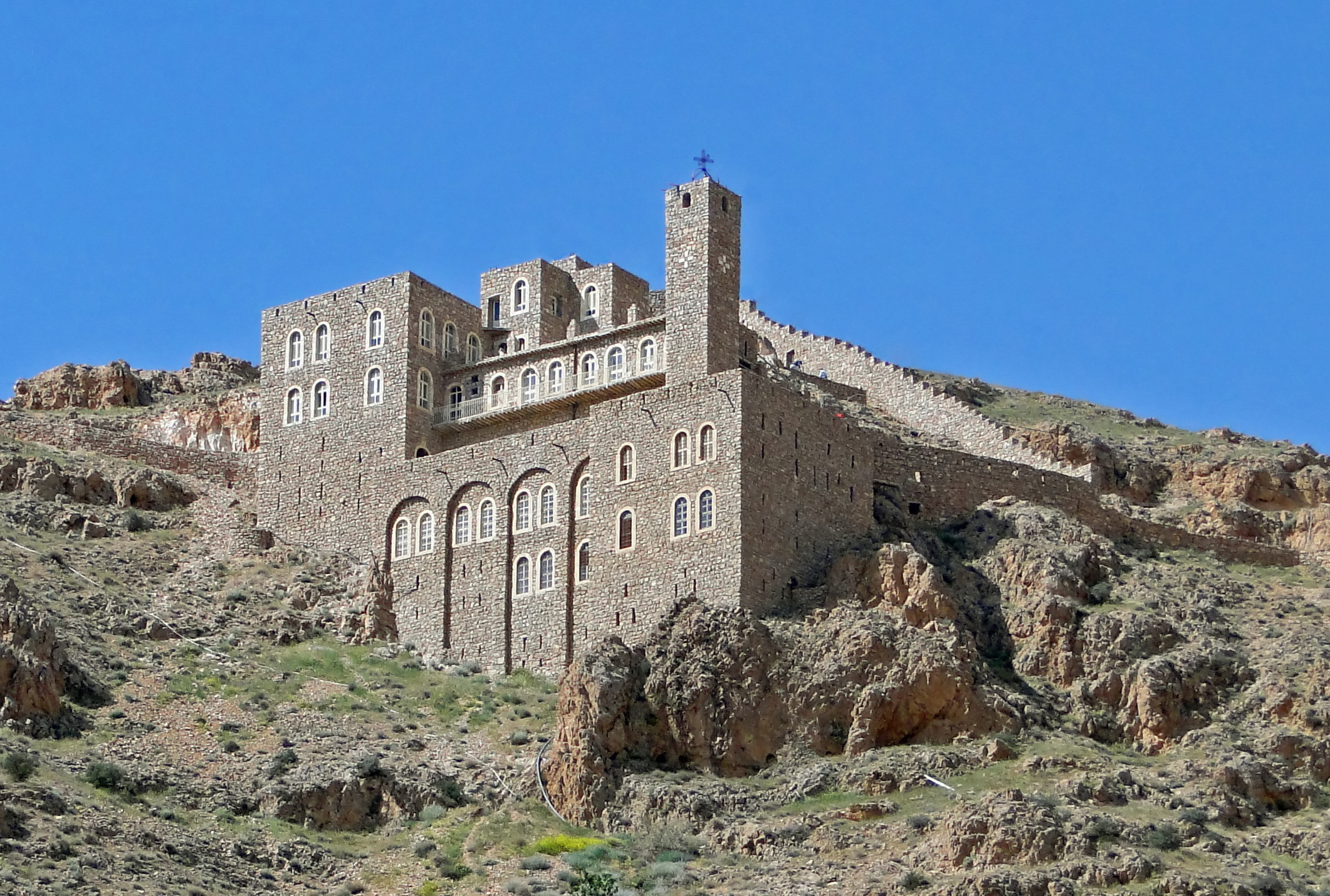
Bâtiment reconstruit en 1991.
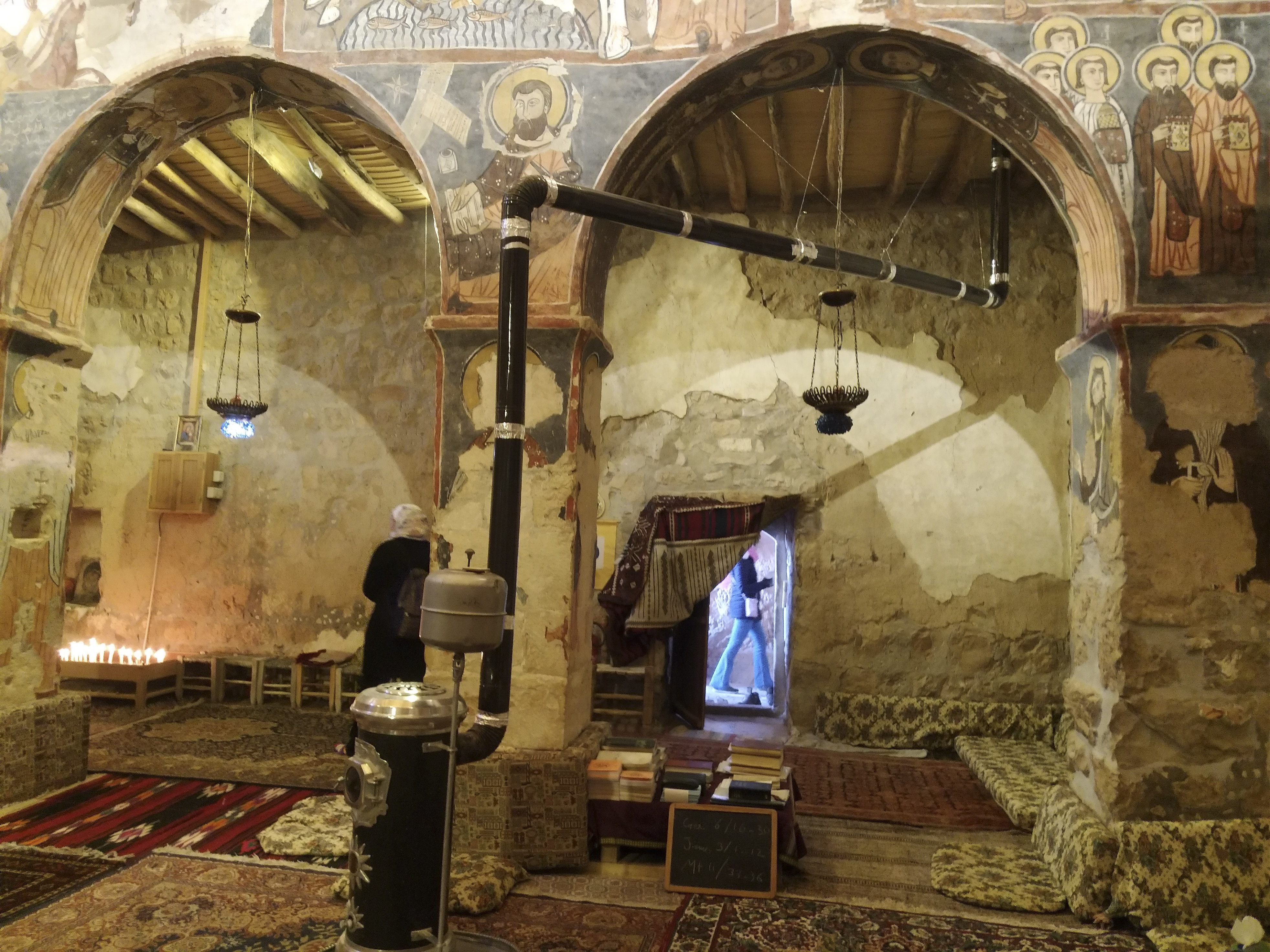
Intérieur, monastère de Saint-Moïse l’Abyssin-Deir Mar Musa al-Habashi (2019).
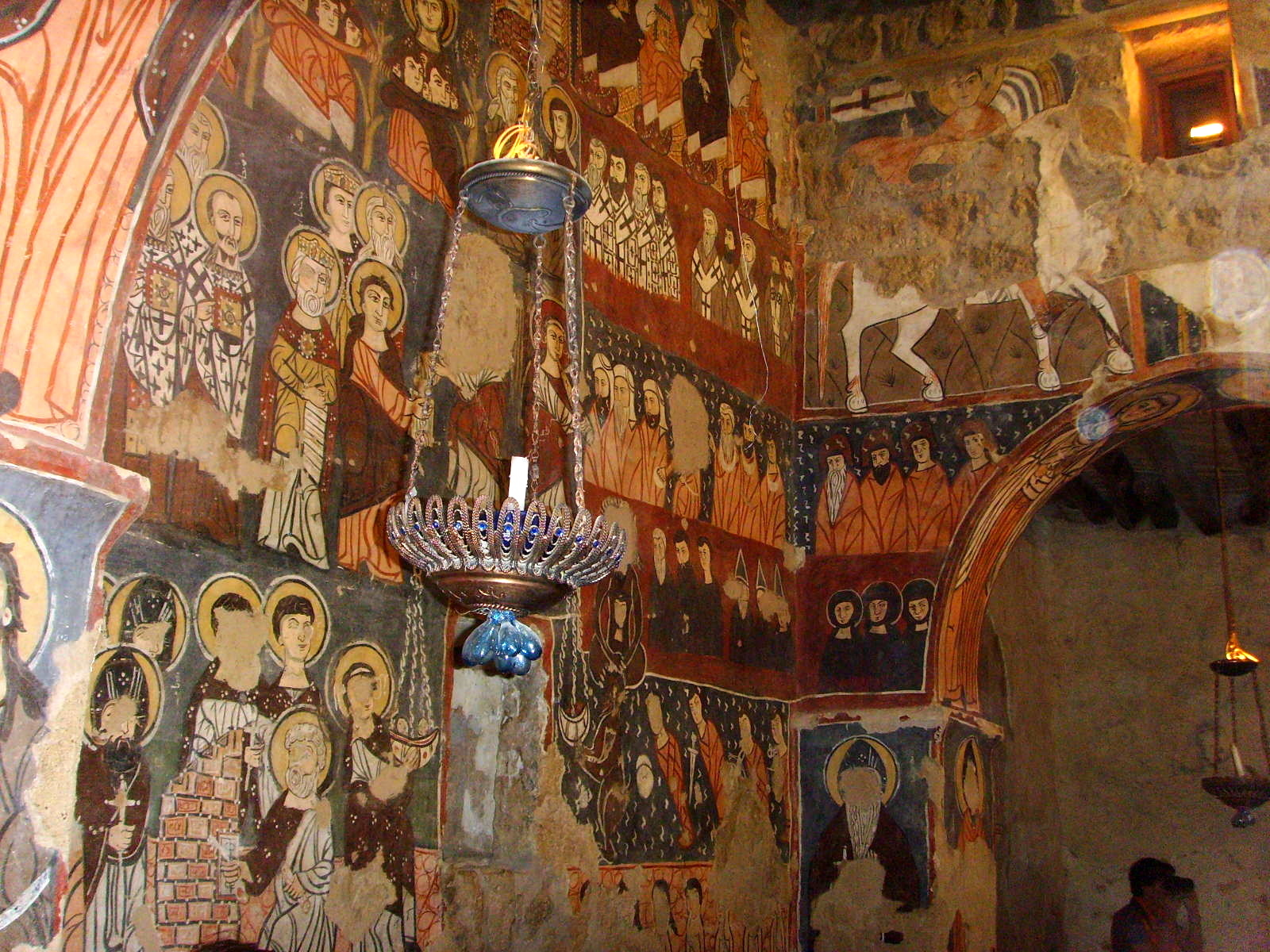
Fresque restaurée à l’intérieur de l’église.
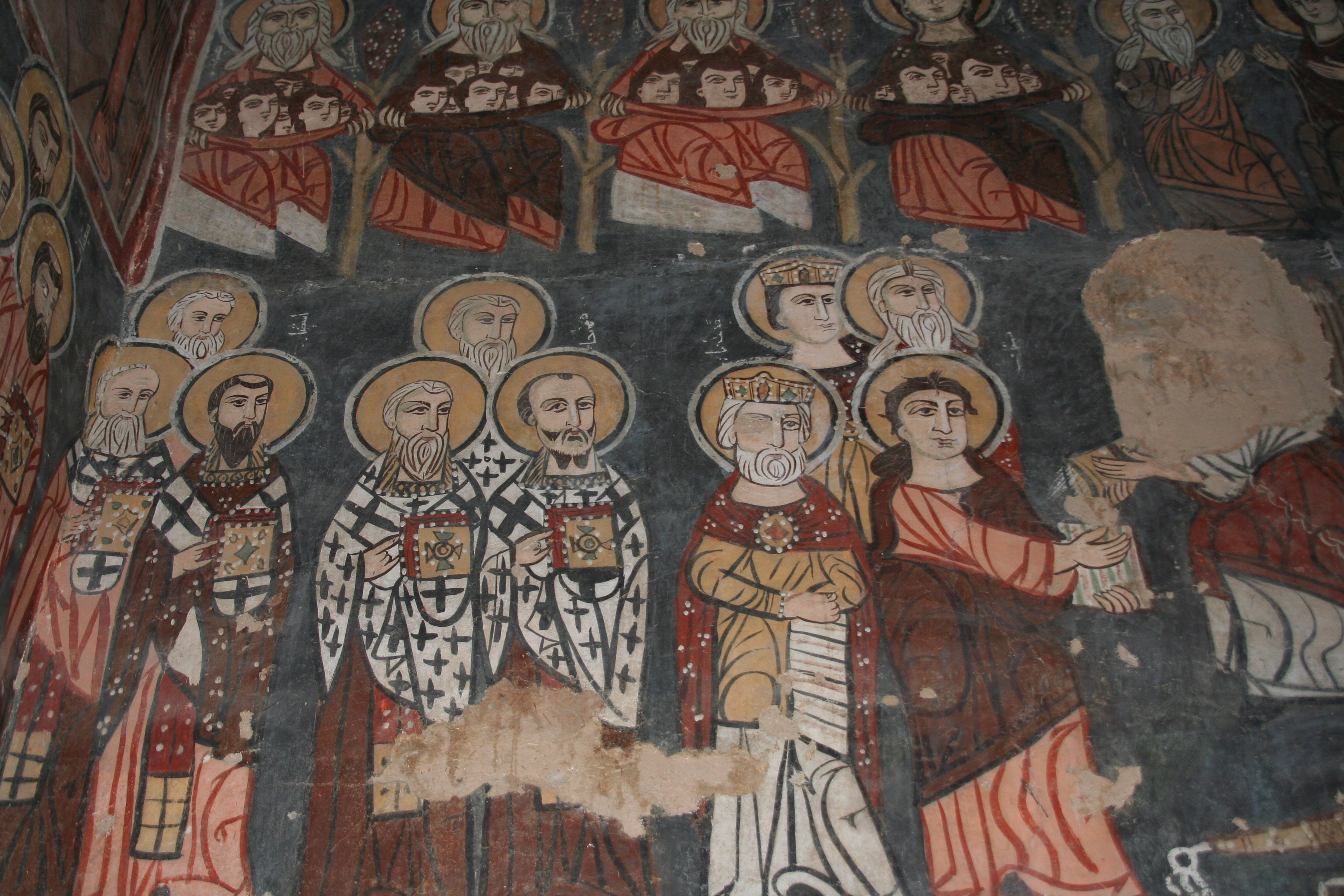
Détail de la fresque représentant le Jugement dernier, les élus sont conduits par les premiers martyrs Étienne et Jacques.
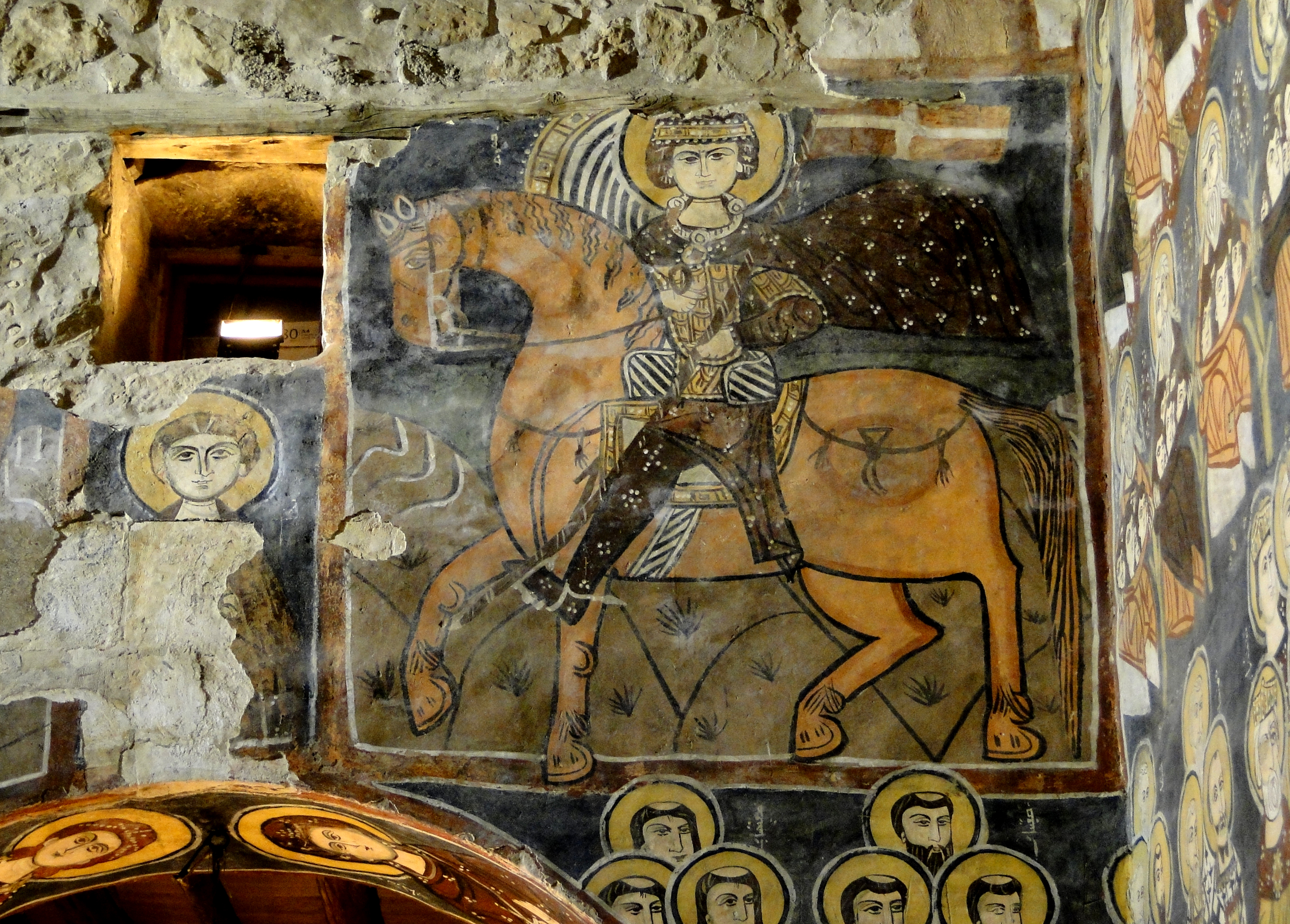
Sur le mur sud de la nef, au sommet du premier pilier, on admire un Élie de la première période, montant dans son char.
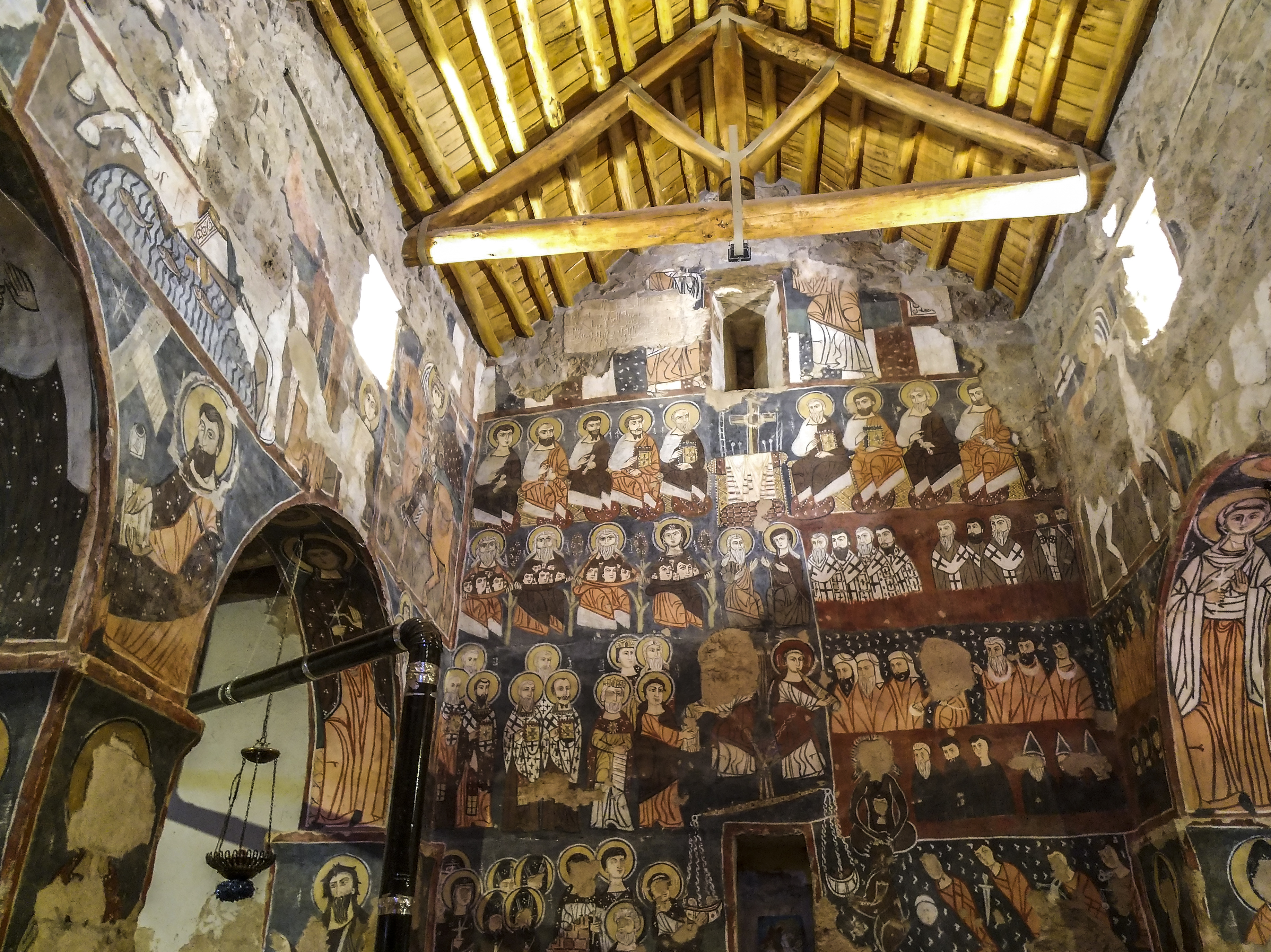
L’église principale de l’enceinte monastique abrite de précieuses fresques datant des 11e et 12e s.

### Reportages
- Guyonne de Montjou, « « Il nous faut renoncer à la vengeance »: en Syrie et au Liban, le Noël tourmenté des chrétiens d’Orient », sur Le Figaro Magazine, 20 décembre 2024 (consulté le 21 décembre 2024)
  - Dans un Proche-Orient troublé par les guerres et l’incertitude politique, la crise économique frappe sans distinction toutes les communautés et les convie à une solidarité active, mâtinée de ferveur religieuse.
- Chrétiens d'Orient, « En Syrie, avec Guyonne de Montjou sur les traces du monastère de Mar-Moussa et du père Paolo Dall'Oglio »
- « Mar Moussa - une lumière », sur KTO